# Pater (film)
Pour les articles homonymes, voir Pater.
Pour plus de détails, voir Fiche technique et Distribution.
Pater est un film français réalisé par Alain Cavalier, présenté le 17 mai 2011 au festival de Cannes 2011, sorti dans les salles françaises le 22 juin 2011. 
Ce film explore les relations entre un réalisateur et un acteur. Il est basé sur des rencontres régulières entre l'acteur Vincent Lindon et le metteur en scène Alain Cavalier, filmées par ce dernier, sans l'apport d'une équipe technique. Il a pour thème « le retour de l'enfant prodigue, le retour au père »,. Lors de ces séances de tournage, Alain Cavalier et Vincent Lindon improvisent des dialogues entre un président de la république et son premier ministre.

## Synopsis
Alain Cavalier et Vincent Lindon jouent au Président de la République et au Premier ministre. Le premier nomme le second, alors chef d'entreprise, pour faire passer une loi sur le salaire maximum au niveau national, comme il le pratique déjà dans sa propre entreprise. Le projet rencontre une forte opposition et les deux hommes n'arrivent pas à rassembler une majorité de députés derrière le projet. Ayant le sentiment de ne pas avoir été assez soutenu par le Président, Vincent Lindon décide alors de se présenter à l'élection présidentielle contre Alain Cavalier, forçant celui-ci à concourir une nouvelle fois. En même temps, le film est aussi un film sur le film en train de se faire, certaines scènes étant ambiguës (on ne sait pas si c'est un dialogue entre le président et le ministre, ou bien entre le réalisateur et l'acteur). 
Dans Le Monde, Jacques Mandelbaum révèle le synopsis imaginé par Alain Cavalier dans sa note d'intention : 
« La fiction est la suivante : Cavalier est Président de la République. Il est usé par un combat sans fin pour satisfaire sa passion du pouvoir et son obsession de réduire les inégalités. Il propose à Lindon d'être son Premier ministre. Quelques réformes aboutissent. Quelques batailles se gagnent. L'énergie du Président décline. L'étoile du Premier ministre grandit. On le pousse à se présenter aux présidentielles. Il hésite… il cède. Il pose sa candidature. Remonté par la trahison de son « fils », le Président part à l'assaut d'un deuxième mandat. Il est battu. Le Premier ministre prend sa place. Leurs femmes sont ravies. Sauf le fils du Premier ministre. »

## Fiche technique
- Réalisateur : Alain Cavalier
- Producteur : Michel Seydoux
- Société de distribution : Pathé Distribution (France)
- Pays :  France
- Langue originale : français
- Durée : 105 minutes
- Date de sortie : 
  -  France : 17 mai 2011, festival de Cannes.
  -  France : 22 juin 2011, en salles[5]
  - Suisse romande : 22 juin 2011[6].

## Distribution
- Alain Cavalier : le réalisateur, le Président.
- Vincent Lindon : l'acteur, le Premier ministre, 51 ans.
- Bernard Bureau : un ami de Vincent, le ministre
- Jonathan Duong
- Hubert-Ange Fumey
- Jean-Pierre Lindon
- Manuel Marty
- Claude Uzan

## Distinctions
- César du cinéma 2012
  - Nomination pour le César du meilleur film[7].
  - Nomination pour le César du meilleur réalisateur[7].

## Réception critique
Le film est présenté pour la première fois au Festival de Cannes 2011, le 17 mai.
Il y reçoit un bon accueil, avec vingt minutes d'ovation.
Pour Télérama, l'enjeu est « dans la relation qui unit le metteur en scène à son acteur ».
Pour Pascal Mérigeau du Nouvel Observateur, Pater serait « le film le plus singulier de toute l'histoire du festival de Cannes ». Pour lui l'originalité du film vient de l'abolition de la frontière entre le documentaire et la fiction :
« […] d’une scène à l’autre, voire parfois d’une réplique à une autre, Alain Cavalier peut redevenir Alain Cavalier et Vincent Lindon se retrouver dans la peau de Vincent Lindon. On pourrait dire qu’alors ils jouent à jouer, mais ce serait réducteur, car aussi ils se filment l’un l’autre, tour à tour ou ensemble, ils inventent leurs dialogues, Vincent Lindon parle et le Président lui répond, ou bien c’est Alain Cavalier qui s’exprime et le Premier Ministre qui relance. »
En revanche Eugenio Renzi dans la revue Independencia est beaucoup plus négatif.